# Rensselaer (New York)
Rensselaer ist eine US-amerikanische Stadt im Rensselaer County des Bundesstaats New York. Das U.S. Census Bureau hat bei der Volkszählung 2020 eine Einwohnerzahl von 9.210 ermittelt. Sie befindet sich auf der Ostseite des Hudson River direkt gegenüber von Albany.

## Geografie
Die Stadt liegt direkt am Hudson River mit Albany County und der Stadt Albany am gegenüberliegenden Ufer. Die Stadt North Greenbush grenzt im Norden an die Stadt, und die Stadt East Greenbush liegt an der südlichen Grenze; beide Städte grenzen im Osten an die Stadt, wobei die Trennlinie zwischen den beiden Städten im mittleren Abschnitt der östlichen Stadtgrenze auf Rensselaer trifft. Die südliche Grenze von Rensselaer ist gleichauf mit der südlichen Grenze der Stadt Albany, jedoch liegt die nördliche Grenze von Rensselaer etwas südlich der entsprechenden nördlichen Grenze von Albany.

## Geschichte
Das Gebiet, das heute als Stadt Rensselaer bekannt ist, wurde im 17. Jahrhundert von den Holländern besiedelt. Die Siedlung hieß bis 1897 Greenbush, als die City of Rensselaer gegründet wurde. Die Stadt hat eine reiche Industriegeschichte, die bis ins 19. Jahrhundert zurückreicht, als sie zu einem bedeutenden Eisenbahnknotenpunkt wurde; sie ist auch heute noch ein Eisenbahnknotenpunkt mit einem geschäftigen Amtrak-Bahnhof. Rensselaer war einer der frühesten Standorte der Farbstoffindustrie in den Vereinigten Staaten und war der erste amerikanische Standort für die Produktion von Aspirin.

## Demografie
Nach der Volkszählung von 2010 leben in Rensselaer 9392 Menschen. Die Bevölkerung teilt sich 2019 auf in 75,5 % nicht-hispanische Weiße, 6,0 % Afroamerikaner, 0,3 % amerikanische Ureinwohner, 7,0 % Asiaten und 4,7 % mit zwei oder mehr Ethnizitäten. Hispanics oder Latinos machten 6,6 % der Bevölkerung aus. Das mittlere Haushaltseinkommen lag 2017 bei 50.470 US-Dollar und die Armutsquote bei 15,3 %.

## Transport
Der von Amtrak betriebene Bahnhof Albany-Rensselaer ist der wichtigste Personenbahnhof für die Region Rensselaer, Albany und Troy. Es gibt regelmäßige Verbindungen nach New York City.

## Söhne und Töchter
- Richard P. Herrick (1791–1846), Politiker
- Jeremias Van Rensselaer (1793–1871), Mediziner und Geologe
- Stephen R. Lyons, General